# Ngerukeuid-Inseln
Die Ngerukeuid-Inseln, auch als Seventy Islands bekannt, sind eine unbewohnte Inselgruppe der pazifischen Inselrepublik Palau. Sie liegen im Südwesten des Archipels der Chelbacheb-Inseln (Rock Islands).

## Geographie
Es handelt sich um etwa 40 kleine, flache und dicht bewaldete Inseln. Sie liegen innerhalb des Riffringes in der Nähe von Macharchar und stehen als Ngerukeuid Islands Wildlife Preserve unter Naturschutz.
Westlich der Hauptgruppe der Inseln schließen sich in der Riffkrone des Saumriffs noch die Inselchen Ngkael, Kemokem und Kmekumer an.
Die Siebzig Inseln sind für viele Menschen der Inbegriff der Landschaft von Palau.
Diese werden heute vielfach von Tauchtouristen von den größeren Inseln Koror, Peleliu oder Ngercheu aus angefahren.